# Мапонга, Стэнсли
Стэнсли Мапонга—старший (англ. Stansly Maponga Sr.; 5 марта 1991, Хараре) — профессиональный американский футболист зимбабвийского происхождения, ди-энд клуба XFL «Орландо Гардианс». С 2013 по 2015 год выступал в НФЛ, также играл за команды XFL «Сиэтл Дрэгонз» и КФЛ «Оттава Редблэкс». На студенческом уровне выступал за команду Техасского христианского университета. На драфте НФЛ 2013 года был выбран в пятом раунде.

## Биография
Стэнсли Мапонга родился 5 марта 1991 года в Хараре. В возрасте девяти лет с семьёй эмигрировал в США, жил в Техасе. Окончил старшую школу Хеброн в Карролтоне. В составе школьной футбольной команды выигрывал чемпионат округа, признавался лучшим игроком года. После окончания школы поступил в Техасский христианский университет.

### Любительская карьера
Первый сезон своей университетской карьеры Мапонга провёл в статусе освобождённого игрока, не принимая участия в официальных матчах команды. В 2010 году он занял место в стартовом составе и сыграл в двенадцати матчах турнира NCAA. В 2011 году он провёл тринадцать игр, войдя в число двадцати лидеров сезона по форсированным фамблам и сэкам и попав в сборную звёзд конференции Маунтин Вест. По ходу сезона Мапону называли в числе претендентов на награду Теда Хендрикса лучшему ди-энду I дивизиона NCAA.
В 2012 году, после перехода футбольной программы университета в конференцию Big 12, Мапонга сыграл в одиннадцати матчах, сделав 6,5 захватов с потерей ярдов и четыре сэка. После окончания сезона его включили в команду звёзд Big 12.

#### Статистика выступлений в NCAA
| Сезон | Команда          | Игры | Захваты | Захваты | Захваты | Захваты | Захваты | Перехваты | Перехваты | Перехваты | Перехваты | Перехваты | Фамблы | Фамблы | Фамблы | Фамблы |
| Сезон | Команда          | Игры | Solo    | Ast     | Tot     | Loss    | Sk      | Int       | Yds       | Y/R       | TD        | PD        | FR     | Yds    | TD     | FF     |
| ----- | ---------------- | ---- | ------- | ------- | ------- | ------- | ------- | --------- | --------- | --------- | --------- | --------- | ------ | ------ | ------ | ------ |
| 2009  | ТХУ Хорнед Фрогз | —    | —       | —       | —       | —       | —       | —         | —         | —         | —         | —         | —      | —      | —      | —      |
| 2010  | ТХУ Хорнед Фрогз | 12   | 15      | 17      | 32      | 3,0     | 2,5     | 0         | 0         | 0,0       | 0         | 1         | 0      | 0      | 0      | 1      |
| 2011  | ТХУ Хорнед Фрогз | 13   | 33      | 22      | 55      | 13,5    | 9,0     | 0         | 0         | 0,0       | 0         | 2         | 2      | 0      | 0      | 5      |
| 2012  | ТХУ Хорнед Фрогз | 11   | 15      | 11      | 26      | 6,5     | 4,0     | 0         | 0         | 0,0       | 0         | 1         | 2      | 0      | 0      | 2      |
| Всего | Всего            | 36   | 63      | 50      | 113     | 23,0    | 15,5    | 0         | 0         | 0,0       | 0         | 4         | 4      | 0      | 0      | 8      |

### Профессиональная карьера
На драфте НФЛ 2013 года Мапонга был выбран в пятом раунде клубом «Атланта Фэлконс». В составе команды он провёл два сезона, сыграв в 24 матчах регулярного чемпионата. В сентябре 2015 года во время сокращения составов его отчислили, после чего он попал в тренировочный состав клуба. В декабре 2015 года Мапонга подписал контракт с «Нью-Йорк Джайентс» и сыграл за команду в двух матчах чемпионата, а следующий сезон он провёл в тренировочном составе клуба. В январе 2017 года он подписал с «Джайентс» фьючерсный контракт, но в команду не пробился. До конца сезона Мапонга пробовал свои силы в «Далласе» и «Денвере», но закрепиться в командах не смог.
В 2019 году была перезапущена лига XFL и Мапонга подписал контракт с клубом «Сиэтл Дрэгонз». В его составе он играл до апреля, когда из-за финансовых проблем турнир был остановлен. В марте 2021 года он заключил соглашение с командой Канадской футбольной лиги «Оттава Редблэкс». В составе команды Мапонга провёл две игры, сделав шесть захватов. В ноябре 2022 года на драфте возобновившей деятельность XFL он был выбран клубом «Орландо Гардианс».